# Fabian Kirchhoff
Fabian Kim Kirchhoff (* 18. November 1982) ist ein ehemaliger deutscher Basketballspieler.

## Werdegang
Der Heimatverein des 1,93 Meter großen Kirchhoff ist der TuS Fürstenfeldbruck. Mit dem TSV Dachau 1865 spielte er bis 2005 in der 1. Regionalliga und wechselte zur Saison 2005/06 zum Ligakonkurrenten TSV Jahn Freising. Im Laufe des Spieljahres ging Kirchhoff zur TG Renesas Landshut und schaffte mit der Mannschaft den Aufstieg in die 1. Regionalliga. In der Saison 2006/07 führte er den TuS Fürstenfeldbruck zum Meistertitel in der Bezirksliga, in der Anfangsphase des Spieljahres 2007/08 wechselte Kirchhoff in den Profibereich und trat mit dem USC Heidelberg in der neugeschaffenen 2. Bundesliga ProA an.
In der Saison 2008/09 spielte er zunächst wieder bei der TG Renesas Landshut (inzwischen in der 2. Bundesliga ProB), im Januar 2009 schloss er sich dem Regionalligisten Heimerer Schulen Basket Landsberg an. Auch 2009/10 spielte er in Landsberg. Zur Saison 2010/11 wechselte der Flügelspieler innerhalb der 1. Regionalliga zu München Basket, war auch 2011/12 Mitglied der Mannschaft aus der bayerischen Landeshauptstadt. Im Spieljahr 2012/13 verstärkte Kirchhoff den Regionalligisten TSV Oberhaching-Deisenhofen.
2013 legte er am Institut für Laboratoriumsmedizin der Ludwig-Maximilians-Universität München seine Doktorarbeit „Untersuchungen zur Anwendung der Flüssigkeitschromatographie-TandemMassenspektrometrie in der medizinischen Laboratoriumsdiagnostik“ im Fach Humanbiologie vor.